# Оливия Колман
Оливия Колман (на английски: Olivia Colman) е британска актриса. 

## Биография
Сара Каролайн Оливия Колман е родена на 30 януари 1974 година в Норич, Норфолк, Великобритания. Тя е дъщеря на медицинската сестра Мери (родена Лики) и дипломиран геодезист Кийт Колман. Получава частно образование в гимназията за момичета в Норич (Norwich High School for Girls) и в училището на Грешам (Gresham's School) в Холт, Норфолк. Първата ѝ роля е Жан Броуди в училищна продукция на 16-годишна възраст. Тя трърди, че прекъснатата кариера на майка ѝ като балерина, я е вдъхновила да се занимава професионално с актьорско майсторство. Колман прекарва мандат, изучавайки начално преподаване в колеж Хомертън Кеймбридж (Homerton College, Cambridge), преди да учи драма в театралното училище в Бристол Олд Вик (Bristol Old Vic Theatre School), където завършва през 1999 г.  По време на престоя си в Кеймбридж, тя се явява на прослушване за Драматичния клуб на университета в Кеймбридж (Cambridge University Footlights Dramatic Club) и среща бъдещите звезди Дейвид Мичъл и Робърт Уеб. 

### Кариера
Колман за първи път изпъква с работата си в телевизията. Тя прави своя актьорски пробив в комедийния сериал „Пий шоу“ (Peep Show) на Чанъл Фор (Channel 4) (2003–2015). Други комедийни роли в телевизията включват „Зелено крило“ (Green Wing, 2004–2006), „Прекрасни хора“ (Beautiful People, 2008–2009), „Цветя“ (Flowers, 2016–2018) и „Бълхи“ (Fleabag, 2016–2019). През 2019 г. тя играе ролята на кралица Елизабет II в „Короната“ на Netflix, за която печели наградата „Златен глобус“ за най-добра актриса в телевизионен сериал. Играе поддържащи роли в „Горещи палки“ (Hot Fuzz, 2007), „Желязната лейди“ (The Iron Lady, 2011), „Омарът“ (The Lobster, 2015) и „Убийство в Ориент Експрес“ (Murder on the Orient Express, 2017); и водещи роли в „Тиранозавър“ (2011) и „Фаворитката“ (2018). За ролята на Ан, кралица на Великобритания и Ирландия тя печели наградата „Оскар“ за най-добра актриса.Печели също три награди на Британската академия за телевизия, награда на БАФТА, три награди „Златен глобус“, четири награди на Британски независими филми и стипендия на БФИ (BFI).

### Личен живот
В края на 1990-те години се запознава с Ед Синклер, тогава студент трета година по право, който се разочарова от правото и предпочита да пише. Колман и Синклер се женят през август 2001 г. и имат три деца. Те живеят в южен Лондон.
От 2013 г. тя е в журито на филмовия фестивал в Норич. През август 2014 г. Колман е една от 200-те публични личности, подписали писмо до Гардиън (The Guardian), противопоставящо се на независимостта на Шотландия в навечерието на референдума през септември 2014 г. 

## Избрана филмография

### кино
| година | филм                      | оригинално заглавие          | роля                 | режисьор        |
| ------ | ------------------------- | ---------------------------- | -------------------- | --------------- |
| 2007   | Горещи палки              | Hot Fuzz                     | Дорис Тачър          | Едгар Райт      |
| 2012   | Хайд Парк на Хъдсън       | Hyde Park on Hudson          | Елизабет Боуз-Лайън  | Роджър Мичъл    |
| 2015   | Омарът                    | The Lobster                  | мениджърът на хотела | Йоргос Лантимос |
| 2017   | Убийство в Ориент Експрес | Murder on the Orient Express | Хилдегарде Шмид      | Кенет Брана     |
| 2018   | Фаворитката               | The Favourite                | Кралица Ана          | Йоргос Лантимос |
| 2020   | Бащата                    | The Father                   | Ана                  | Флориан Зелер   |
| 2021   | Непозната дъщеря          | The Lost Daughter            | Леда                 | Маги Джилънхол  |
| 2023   | Зли малки писма           | Wicked Little Letters        | Едит Суон            | Теа Шарок       |

### телевизия
| година | филм              | оригинално заглавие | роля           | бележки                     |
| ------ | ----------------- | ------------------- | -------------- | --------------------------- |
| 2009   | Скинс             | Skins               | Джина Кембъл   | Епизод: „Наоми“             |
| 2010   | Доктор Кой        | Doctor Who          | Затворник Нула | Епизод: „Единадесетият час“ |
| 2016   | Нощният управител | The Night Manager   | Анджела Бър    | 6 епизода                   |